# Synagoge Niederhochstadt
Die Synagoge in Niederhochstadt (heute Ortsteil von Hochstadt im Süden von Rheinland-Pfalz) befand sich in einem Fachwerkhaus in der Kirchgasse 11. Das Gebäude wurde bereits vor 1815 als Synagoge genutzt. Bei den Novemberpogromen 1938 wurde die Synagoge verwüstet. Zwei Tage später wurde sie abgerissen.

## Synagoge
Bereits 1789 war ein Betraum vorhanden. Das genaue Alter der Synagoge ist nicht dokumentiert. Urkundlich erwähnt wird die Synagoge erstmals 1815 in einem Bericht der Kreisdirektion Speyer. Im Jahr 1839 wird sie dann im Urkataster beschrieben. Es handelte sich um einen Fachwerkbau. Sie stand im heutigen Ortsteil Niederhochstadt der Gemeinde Hochstadt, der bis 1969 eine eigenständige Gemeinde war, in der Kirchgasse 11. Die Synagoge verfügte über 60 Sitzplätze für Männer und 30 Sitzplätze für Frauen. Im Keller der Synagoge befand sich die Mikwe. Bei den Novemberpogromen 1938 wurde die Inneneinrichtung der Synagoge zerstört und die Fenster eingeworfen. Zwei Tage später wurde die Synagoge, unter dem Vorwand sie sei baufällig, abgerissen. Das Gelände wurde an einen Privatmann verkauft, der dort ein Wohnhaus und eine Werkstatt errichtete. Ob und wie viel Bausubstanz der ehemaligen Synagoge in den Gebäuden erhalten ist, ist nicht nachweisbar.

## Jüdische Gemeinde Niederhochstadt
Bereits am Ende des 17. Jahrhunderts lassen sich Juden im Gebiet von Niederhochstadt nachweisen. Diese waren vom Johanniterorden mit Schutzbriefen ausgestattet worden. Ab dem 18. Jahrhundert stieg die Zahl der Mitglieder der jüdischen Gemeinschaft stark an und erreichte in der Mitte des 19. Jahrhunderts ihren Höchststand. Ab Mitte des 19. Jahrhunderts ging die Zahl der Mitglieder dann immer weiter zurück. Bedingt war dies durch die einsetzende Auswanderungswelle und eine Abwanderung in Folge der zunehmenden Industrialisierung in die Städte. Die Gemeinde verfügte von 1836 bis 1924 über eine jüdische Konfessionsschule (ab 1924 nur noch Religionsschule). Es war ein eigener Religionslehrer angestellt, der auch die Aufgaben des Vorbeters und Schochet innehatte. Die Toten wurden ab 1856 auf dem jüdischen Friedhof in Niederhochstadt beigesetzt. Davor auf den jüdischen Friedhof in Essingen. Ab 1933, nach der Machtergreifung Adolf Hitlers, wurden die jüdischen Einwohner immer mehr entrechtet. Zudem kam es immer wieder zu antijüdischen Aktionen. Dies hatte zur Folge, dass weitere jüdische Familien Niederhochstadt verließen. Die letzten elf in Niederhochstadt lebenden jüdischen Einwohner wurden im Oktober 1940 im Zuge der sogenannten Wagner-Bürckel-Aktion in das französische Internierungslager Gurs deportiert.

### Entwicklung der jüdischen Einwohnerzahl
| Jahr | Juden | Jüdische Familien | Bemerkung                  |
| ---- | ----- | ----------------- | -------------------------- |
| 1765 |       | 12                |                            |
| 1808 | 100   |                   | 12 Prozent der Bevölkerung |
| 1823 | 153   |                   | 14 Prozent der Bevölkerung |
| 1843 | 151   | 29                |                            |
| 1848 | 221   | 40                |                            |
| 1875 | 148   |                   |                            |
| 1900 | 99    |                   |                            |
| 1932 | 35    |                   |                            |
| 1936 | 24    |                   |                            |
| 1938 | 17    |                   |                            |

Quelle: alemannia-judaica.de; jüdische-gemeinden.de
Das Gedenkbuch – Opfer der Verfolgung der Juden unter der nationalsozialistischen Gewaltherrschaft 1933–1945 und die Zentrale Datenbank der Namen der Holocaustopfer von Yad Vashem führen 33 Mitglieder der jüdischen Gemeinschaft Niederhochstadt (die dort geboren wurden oder zeitweise lebten) auf, die während der Zeit des Nationalsozialismus ermordet wurden.